# Stomacrustula cruenta
Stomacrustula cruenta is een mosdiertjessoort uit de familie van de Fatkullinidae. De wetenschappelijke naam van de soort is, als Lepralia violacea var. cruenta, voor het eerst geldig gepubliceerd in 1854 door Busk.